# DiSEqC

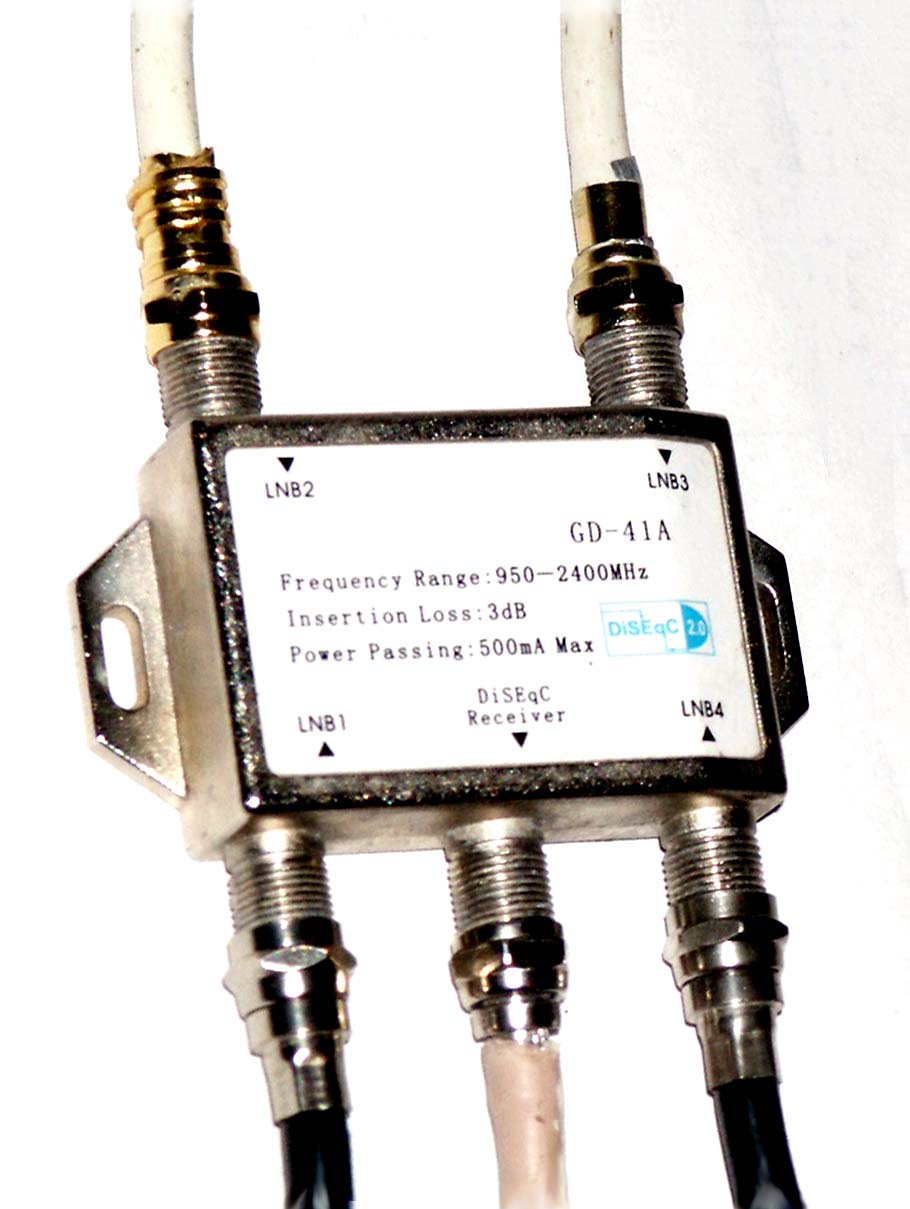
Commutador DiSEqC

DiSEqC (Digital Satellite Equipment Control) és un protocol de comunicació especial per a ser utilitzat entre un receptor de satèl·lit i un dispositiu com un commutador multiantena, un rotor d'una petita antena o un suport multi-LNB. És compatible amb els actuadors utilitzats per rotar grans antenes C band utilitzats amb un posicionador DiSEqC. Utilitza cable coaxial per transmetre dades/senyals bidireccionals i electricitat. Es basa en el plantejament mestre-esclau, i utilitza una modulació digital d'amplada de polsos sobre una portadora (també anomenada "to") de 0 o 22 kHz, que ja existeix en el cable coaxial, segons la polaritat del satèl·lit (per satèl·lits que treballen en la banda FSS, en polaritzacions lineals). És un protocol estàndard obert. Els mecanismes de control que s'utilitzen en DiSEqC són:
- Controlar la polaritat mitjançant aplicació de tensió de 13/18 volts.
- Selecció d'una determinada banda de repetició utilitzant tons de freqüència fixa de 0 o 22 kHz.
- Alguns equips també permeten la selecció de la polaritat amb tensions de 0/12 volts.
- Control de parabòliques robotitzades, mitjançant un sistema de polsos i un motor pas a pas.